# Rock, Worcestershire
Rock är en ort och civil parish i Storbritannien.   Den ligger i grevskapet Worcestershire och riksdelen England, i den södra delen av landet, 180 km nordväst om huvudstaden London. Rock ligger 145 meter över havet och antalet invånare är 2 366.
Terrängen runt Rock är platt åt nordost, men åt sydväst är den kuperad. Runt Rock är det ganska tätbefolkat, med 93 invånare per kvadratkilometer. Närmaste större samhälle är Kidderminster, 11,9 km nordost om Rock. Trakten runt Rock består till största delen av jordbruksmark.